# Sardent
Sardent este o comună în departamentul Creuse din centrul Franței. În 2009 avea o populație de 801 de locuitori.

## Evoluția populației
| An        | 1975  | 1982 | 1990 | 1999 | 2006 | 2009 |
| --------- | ----- | ---- | ---- | ---- | ---- | ---- |
| Populație | 1.047 | 944  | 845  | 801  | 838  | 801  |